# Bass Rock
Bass Rock, ou simplesmente The Bass, /ˈbæs/, é uma ilha na parte externa do Estuário do rio Forth, no leste da Escócia. Fica a cerca de 2 quilômetros no mar, e a 5 quilômetros a nordeste de North Berwick. É uma rocha vulcânica íngreme, 107 metros em seu ponto mais alto, e é o lar de uma grande colônia de gansos. A rocha está atualmente desabitada, mas historicamente tem sido resolvido por um eremita cristão primitivo, e mais tarde foi o local de um castelo importante, que foi, depois da Comunidade, utilizada como prisão. A ilha estava em posse da família Lauder por quase seis séculos, e agora pertence a Sir Hew Fleetwood Hamilton-Dalrymple. O Farol de Bass Rock foi construído sobre a rocha, em 1902, e os restos de uma capela estão localizados lá. Os recursos de Bass Rock estão em inúmeras obras de ficção, incluindo Catriona de Robert Louis Stevenson e The Lion is Rampant pelo romancista contemporâneo escocês Ross Laidlaw.

## Geografia e geologia
A ilha é um neck vulcânico de rocha fonolítica traquito da era Carbonífera. A rocha foi reconhecida pela primeira vez como uma intrusão ígnea por James Hutton, enquanto Hugh Miller visitou em 1847 e escreveu sobre a geologia de Rock, em seu livro de Edinburgh and its Neighbourhood, Geological and Historical: with The Geology of the Bass Rock.
- Bass Rock de North Berwick.
- Bass Rock em relação a North Berwick, de North Berwick Law.
- Craigleith com Bass Rock atrás

Bass Rock fica a mais de 100 metros de altura na Zona Especial de Proteção das Ilhas de Firth of Forth, que cobre algumas, mas não todas as ilhas do interior e exterior de Firth. The Rock Bass é um Local de Interesse Especial Científico em seu próprio direito, devido à sua colônia de aves. Às vezes é chamado de "a Ailsa Craig do Oriente". Trata-se de uma forma geológica semelhante à vizinha North Berwick Law, uma colina no continente. Há um par de formações vulcânicas relacionadas perto de Edimburgo, nomeadas Arthur's Seat e Castle Rock.
Grande parte da ilha é cercada por penhascos íngremes e rochas, com uma inclinação para o sul a sudoeste, que se inclina em um ângulo agudo.
The Bass não ocupa o horizonte do Firth tanto quanto seu equivalente em Clyde, Ailsa Craig, mas ela pode ser vista de grande parte do sul e do leste de Fife, mais de East Lothian, e os pontos altos de Lothians e Borders, tais como Arthur's Seat, e o Lammermuir.